# Automeris strandi
Automeris strandi är en fjärilsart som beskrevs av Arthur Schüssler. Automeris strandi ingår i släktet Automeris och familjen påfågelsspinnare. Inga underarter finns listade i Catalogue of Life.